# Bassin de la Semois de Jamoigne à Chiny
Bassin de la Semois de Jamoigne à Chiny este o arie protejată (arie specială de conservare — SAC, sit de importanță comunitară — SCI, arie de protecție specială avifaunistică — SPA) din Belgia întinsă pe o suprafață de 2.239,84 ha, integral pe uscat.

## Localizare
Centrul sitului Bassin de la Semois de Jamoigne à Chiny este situat la coordonatele 49°44′07″N 5°20′47″E / 49.735414°N 5.34626°E.

## Înființare
Situl Bassin de la Semois de Jamoigne à Chiny a fost declarat arie de protecție specială avifaunistică în decembrie 2016 pentru a proteja 1 specie de plante și 29 de specii de animale. Alte tipuri de protecție:
- sit de importanță comunitară (în octombrie 2002)
- arie specială de conservare (în decembrie 2016)[1][3][4]

## Biodiversitate
Situată în ecoregiunea continentală, aria protejată conține 19 habitate naturale: Ape stătătoare oligotrofe până la mezotrofe, cu vegetație de Littorelletea uniflorae și/sau de Isoëto-Nanojuncetea, Lacuri eutrofice naturale cu vegetație de tip Magnopotamion sau Hydrocharition, Cursuri de apă de la nivel de câmpie la nivel montan, cu vegetație Ranunculion fluitantis și Callitricho-Batrachion, Pajiști umede nord-atlantice cu Erica tetralix, Pajiști uscate europene, Formațiuni ierboase bogate în specii de Nardus, dezvoltate pe substraturi silicioase în zone montane (și în zone submontane, în Europa continentală), Pajiști cu Molinia pe soluri calcaroase, turboase sau argilos-nămoloase (Molinion caeruleae), Liziere de ierburi înalte hidrofile de câmpie și de nivel montan până la alpin, Fânețe de joasă altitudine (Alopecurus pratensis, Sanguisorba officinalis), Mlaștini turboase de tranziție și turbării mișcătoare, Mlaștini alcaline, Grohotișuri silicioase medio-europene, la altitudine înaltă, Pante stâncoase silicioase cu vegetație casmofită, Păduri de fag Luzulo-Fagetum, Păduri de fag Asperulo-Fagetum, Păduri de stejar sau de stejar și carpen sub-atlantice și medio-europene de Carpinion betuli, Păduri pe pante, grohotișuri și ravene de Tilio-Acerion, Păduri acidofile de stejar bătrân cu Quercus robur pe câmpii nisipoase, Păduri aluvionare cu Alnus glutinosa și Fraxinus excelsior (Alno-Padion, Alnion incanae, Salicion albae).
La baza desemnării sitului se află mai multe specii protejate:
- plante (1): Trichomanes speciosum
- păsări (14): pescăruș albastru (Alcedo atthis), rață pitică (Anas crecca), barză neagră (Ciconia nigra), erete vânăt (Circus cyaneus), ciocănitoarea de stejar (Dendrocopos medius), ciocănitoare neagră (Dryocopus martius), șoim călător (Falco peregrinus), becațină comună (Gallinago gallinago), sfrâncioc roșiatic (Lanius collurio), becațină mică (Lymnocryptes minimus), gaia neagră (Milvus migrans), gaia roșie (Milvus milvus), viespar (Pernis apivorus), lăstun de mal (Riparia riparia)
- mamifere (6): liliac cârn (Barbastella barbastellus), castor (Castor fiber), liliac cu urechi mari (Myotis bechsteinii), liliac comun (Myotis myotis), liliacul mare cu potcoavă (Rhinolophus ferrumequinum), liliacul mic cu potcoavă (Rhinolophus hipposideros)
- nevertebrate (4): Coenagrion mercuriale, fluturele purpuriu (Lycaena dispar), Lycaena helle, Unio crassus
- pești (5): mreană (Barbus barbus), zvârluga (Cobitis taenia), zglăvoacă (Cottus gobio), cicar (Lampetra planeri), lipan (Thymallus thymallus)

Pe lângă speciile protejate, pe teritoriul sitului au mai fost identificate 13 specii de plante, 1 specie de amfibieni, 8 specii de mamifere, 1 specie de nevertebrate, 3 specii de reptile.